# Torta caprese
La torta caprese è un dolce tradizionale di Capri. Trattasi di una torta morbida al centro e croccante all'esterno preparata con mandorle, cioccolato fondente, uova, burro, zucchero e zucchero a velo per guarnire.

## Storia
Una leggenda narra che il re di Napoli sposò una principessa austriaca, la quale desiderava continuare ad assaporare la torta Sacher. Fu così che i cuochi del palazzo reale, guidati dal maître chocolatier Jean-François De Moi, cercando di riprodurre la torta tanto cara alla principessa, idearono la caprese.
Secondo un'altra storia ambientata a Capri nel 1920, un cuoco di nome Carmine Di Fiore dovette preparare una torta alle mandorle per tre malavitosi giunti sull'isola. Forse per distrazione o fretta di finire, dimenticò di inserire la farina. Se ne accorse solo quando tirò fuori la torta dal forno ma, con suo stupore, fu molto apprezzata.